# Association canadienne des libertés civiles
L'Association Canadienne des Libertés Civiles (en anglais Canadian Civil Liberties Association, CCLA ou ACLC), est la plus importante organisation au Canada pour la défense des droits et libertés civiles. ACLC a été fondé en 1964 et se concentre sur le litige constitutionnel et l'éducation du public sur les questions reliées aux libertés civiles. ACLC est une organisation non partisane, non-gouvernementale supportée principalement par les dons de ses membres et du public. Une organisation connexe, le  Canadian Civil Liberties Education Trust (CCLET), se concentre sur la recherche et l'éducation, en travaillant avec les écoles et les facultés d'éducation. L'association canadienne des Libertés civiles n'accepte de financement d'aucun palier gouvernemental. En 2012, ACLC et CCLET avaient en commun un budget opérationnel de 1,2 M$. 
ACLC s'est exprimé vigoureusement contre l'invocation des Loi sur les mesures de guerre par le Premier ministre du Canada de l'époque, Pierre Trudeau, en réponse à la Crise d'Octobre, au Québec. ACLC a par la suite pris position sur des questions controversées comme le discours haineux, la pornographie et la loi du financement public de l'éducation religieuse. Récemment, l'organisation s'est imposée comme un acteur important dans la question de la responsabilité et de la transparence quant aux interventions policières du sommet du G20 de 2010 à Toronto, Ontario.
Les archives de l'Association canadienne des libertés civiles sont préservées à la Bibliothèque et Archives Canada. Le numéro de référence archivistique est R9833. 
L'association canadienne des libertés civiles est intervenue dans de nombreux litiges devant la Cour suprême du Canada. Toutes les interventions écrites du CCLA sont disponibles sur son site web. La plupart de ces cas judiciaires se rapportent à l'interprétation de la Charte canadienne des droits et libertés.

## Libertés fondamentales
Une des missions essentielles pour l'ACLC est de défendre les libertés fondamentales qui émanent de l'article 2 de la Charte canadienne des droits et libertés, entre autres: liberté de religion, liberté d'expression et liberté de la presse, liberté de réunion pacifique, et liberté d'association.

## Sécurité nationale
Le programme de sécurité nationale de l'ACLC se concentre entre autres sur l'interdiction de la torture et des peines ou traitements cruels, inhumains ou dégradants, le droit à la sécurité juridique et à un juste procès, aux problèmes reliés aux certificats de sécurité et au droit à la vie privée.

## Égalité
Le programme Égalité de l'ACLC se concentre sur le respect et la promotion des droits des personnes désavantagées politiquement, socialement et économiquement, et ainsi traitées de manière injuste par le gouvernement, notamment les questions du sexe, de l'immigration, de race, d'ethnicité, de religion, d'orientation sexuelle, d'âge, de statut socioéconomique ou d'invalidité. 

## Litiges récents

### 2015
L'ACLC est intervenue dans la décision Carter c. Canada (Procureur général), et a favorablement accueilli la décision unanime de la Cour suprême du Canada de permettre le suicide assisté.

### 2014
Entre autres, l’ACLC est intervenue dans R. c Fearon (2014 SCC 77) pour défendre l’idée que les téléphones mobiles ne sont pas comme un portefeuille ou des papiers transportés dans un sac à main, et par conséquent doivent être traités différemment. L'opinion minoritaire a repris des arguments du factum de l'ACLC.
En août 2014, la Cour Suprême du Canada a rendu le jugement R. c Hart (2014 SCC 52), qui restreint l’usage de la technique d’opération policière Mr. Big, en accord avec les arguments du factum de l’ACLC.

### 2013
L'ACLC s'est impliquée en 2013 dans l'Affaire Ashley Smith. L'ACLC a aussi pris position contre la Charte des droits et libertés de la personne du Québec. L'ACLC s'implique aussi contre les poursuites stratégiques contre la mobilisation publique, ou SLAPP en anglais.